# RTL TVI
RTL-TVI este o televiziune privată generalistă din Luxemburg care face parte din compania media RTL Group. Televiziunea se adresează de asemenea și publicului francofon din Belgia.